# Medaile Karla Kramáře
Medaile Karla Kramáře je nejvyšší ocenění udělováné předsedou vlády České republiky s hodnotou pamětní medaile.
Medaile byla vytvořena při příležitosti 90. výročí vzniku první československé vlády v roce 2008. Pojmenována je po prvním československém premiérovi Karlu Kramářovi.

## Významní držitelé
- 2008 – Milan Štěrba, Miroslav Lidinský, Jiří Schams
- 2009 Václav Havel, Rudolf Opatřil, Jaroslav Šedivý, Vilém Prečan, Alexandr Vondra[2], Jiří Šedivý (2009)[3], William Taubman
- 2013 – Natalja Gorbaněvská, Jan Graubner
- 2014 – Petr Pavel (2014)[4], Pavel Šmidrkal [5]
- 2015 – Pavel Pecháček[6]
- 2016 – Miroslav Kusý[7], Jiří Brady[8], Emil Boček, Werner Faymann, Michael Häupl, Olga Sipplová[9]
- 2018 – Miloslav Masopust
- 2019 – Petra Kvitová
- 2022 – Tomáš Pojar[10], Jevhen Perebyjnis[11]
- 2023 – Miroslava Němcová, Stanislav Devátý, Šimon Pánek, Jaroslav Róna, Josef Kroutvor, Vlasta Svobodová, Vladimír Svoboda, Szidi Tobias
- 2024 – Jana Kánská (dcera Milady Horákové), česká hokejová reprezentace, vítězové mistrovství světa 2024,[12] Irena Kalhousová, Petr Krogman, Martin Palouš, Jiří Pavlica, Rony Plesl, Tomáš Šebek, Michael Žantovský[13]